# Avior
Avior (Epsilon Carinae, ε Car) – gwiazda w gwiazdozbiorze Kila, odległa od Słońca o około 601 lat świetlnych.

## Nazwa
Gwiazda nie miała tradycyjnej nazwy greckiej ani arabskiej, jako że znajduje się daleko na południowej półkuli nieba. Nazwa własna Avior ma nowoczesne pochodzenie, została wprowadzona w latach 30. XX wieku przez HM Nautical Almanac Office. Nawiązuje ona do jej wykorzystania w astronawigacji lotniczej. Międzynarodowa Unia Astronomiczna w 2016 roku formalnie zatwierdziła użycie nazwy Avior dla określenia tej gwiazdy.

## Charakterystyka obserwacyjna

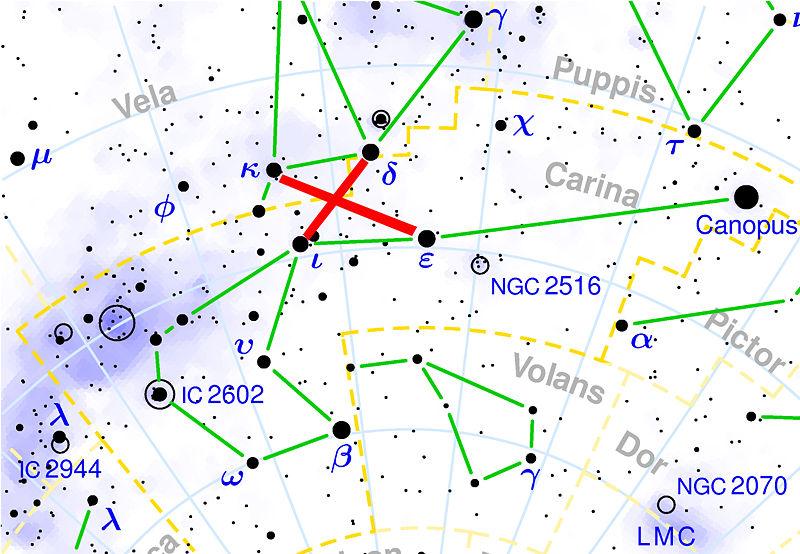
Gwiazdy tworzące Fałszywy Krzyż

Avior należy do 40 najjaśniejszych gwiazd na niebie, ale jest niewidoczny z większości półkuli północnej (na północ od 30° N, w tym z całej Europy). Jego obserwowana wielkość gwiazdowa to 1,86m, a wielkość absolutna jest równa −4,47m. Jest najjaśniejszą gwiazdą asteryzmu Fałszywego Krzyża, mylonego z Krzyżem Południa.

## Charakterystyka fizyczna

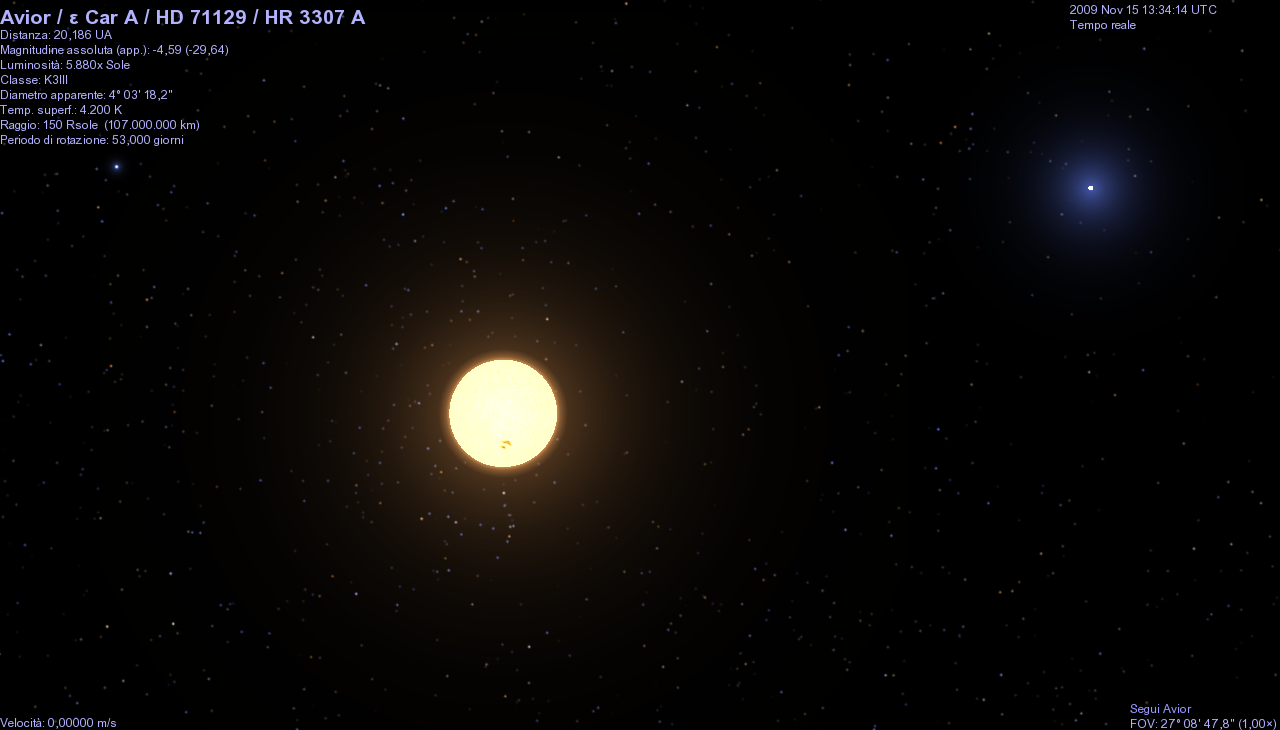
Wizualizacja systemu podwójnego Aviora

Jest to gwiazda spektroskopowo podwójna, której składniki bardzo różnią się pod względem widma, ale są oddalone o jedynie 0,5 sekundy kątowej. Cały układ świeci 6000 razy jaśniej od Słońca.
Składnik Epsilon Carinae A jest pomarańczowym olbrzymem, należy do typu widmowego K3. Jego temperatura to około 3500 K. Wielkość obserwowana tej gwiazdy to 2,01m. Masa gwiazdy jest oceniana na około 9 M☉.
Składnik Epsilon Carinae B jest błękitną gwiazdą ciągu głównego, reprezentującą typ widmowy B2, o temperaturze 20 400 K. Gwiazda ta ma wielkość 3,85m. Teoria przewiduje, że masa tej gwiazdy to około 7 mas Słońca; składnik A powinien być masywniejszy (przynajmniej początkowo), skoro obecnie jest bardziej zaawansowany ewolucyjnie. Epsilon Carinae B może mieć także bliską towarzyszkę typu F8.
Zaobserwowany spadek jasności o około 30% jest wskazówką, że Avior to układ zaćmieniowy. Jeżeli tak faktycznie jest, to gwiazdy okrążają wspólny środek masy w czasie 785 dni. W takim przypadku składniki dzieliłaby w przestrzeni odległość około 4 au.